# Flicker (album)
“Flicker” er et musikalbum udgivet 20. oktober 2017 af den irske kunster Niall Horan. Albummet indeholder 13 sange, herunder singlerne “This Town”, “Slow Hands” og “Too Much To Ask”
Albummet er sangerens første udgivelse som soloartist.

## Sange
“Flicker” består af 10 sange, mens “Flicker - Deluxe Edition” består af 13 sange:

1. On The Loose
2. This Town
3. Seeing Blind
4. Slow Hands
5. Too Much To Ask
6. Paper Houses
7. Since We’re alone
8. Flicker
9. Fire Away
10. You And Me
11. On My Own (Flicker - Deluxe Edition)
12. Mirrors (Flicker - Deluxe Edition)
13. On My Own (Flicker - Deluxe Edition)